# Straßenbahn München Baureihe G
| Straßenbahn München Baureihe G (Triebwagen) Umbau aus Fahrzeugen der Baureihe E | Straßenbahn München Baureihe G (Triebwagen) Umbau aus Fahrzeugen der Baureihe E |
| ------------------------------------------------------------------------------- | ------------------------------------------------------------------------------- |
| Triebwagen der Baureihe G im MVG Museum                                         |                                                                                 |
|                                                                                 | G 1.8                                                                           |
| Nummerierung:                                                                   | 667–685 (ab 1970: 2961–2977)                                                    |
| Anzahl:                                                                         | 19 Wagen                                                                        |
| Hersteller:                                                                     | Ausbesserungswerk München-Neuaubing                                             |
| Baujahr(e):                                                                     | 1943–1945                                                                       |
| Ausmusterung:                                                                   | 1978                                                                            |
| Spurweite:                                                                      | 1435 mm (Normalspur)                                                            |
| Länge über Kupplung:                                                            | 10.600 mm                                                                       |
| Stundenleistung:                                                                | 88 kW                                                                           |
| Fahrmotoren:                                                                    | 2                                                                               |
| Stromübertragung:                                                               | Oberleitung                                                                     |
| Sitzplätze:                                                                     | 28                                                                              |
| Stehplätze:                                                                     | 46                                                                              |

| Straßenbahn München Baureihe g (Beiwagen) Umbau aus Fahrzeugen der Baureihe e | Straßenbahn München Baureihe g (Beiwagen) Umbau aus Fahrzeugen der Baureihe e | Straßenbahn München Baureihe g (Beiwagen) Umbau aus Fahrzeugen der Baureihe e |
| ----------------------------------------------------------------------------- | ----------------------------------------------------------------------------- | ----------------------------------------------------------------------------- |
|                                                                               | g 1.48                                                                        | g 1.49                                                                        |
| Anzahl:                                                                       | 29 Wagen                                                                      | 9 Wagen                                                                       |
| Hersteller:                                                                   | Waggonfabrik Josef Rathgeber                                                  | Waggonfabrik Josef Rathgeber                                                  |
| Baujahr(e):                                                                   | 1944                                                                          | 1944                                                                          |
| Ausmusterung:                                                                 | 1969–1972                                                                     | 1969–1972                                                                     |
| Spurweite:                                                                    | 1435 mm                                                                       | 1435 mm                                                                       |
| Länge über Kupplung:                                                          | 8.200 mm                                                                      | 8.200 mm                                                                      |
| Sitzplätze:                                                                   | 18                                                                            | 18                                                                            |
| Stehplätze:                                                                   | 52                                                                            | 52                                                                            |

Als Baureihe G wird die achte Generation der Straßenbahn-Triebwagen der Straßenbahn München bezeichnet. Die Fahrzeuge der Baureihe G entstanden aus umgebauten Triebwagen der Baureihe E, die im Zweiten Weltkrieg stark beschädigt wurden. Sie wurden von 1943 bis 1945 im Ausbesserungswerk München-Neuaubing zu den neuen Fahrzeuge der Baureihe G umgebaut, unter Verwendung der alten Rahmen, Drehgestelle und Motoren. Die letzten Fahrzeuge der Baureihe verwendete die Münchener Straßenbahn als Arbeitsfahrzeuge, die bis 1978 ausgemustert wurden. Ein Triebwagen ist bis heute erhalten. Die Beiwagen der Baureihe g entstanden 1944 ebenfalls aus umgebauten Beiwagen der Baureihe e. Die Fahrzeuge baute Rathgeber auch unter Verwendung der alten Rahmen und Fahrgestelle um. Die Beiwagen musterte die Münchner Straßenbahn bis 1972 aus. Zwei Beiwagen sind bis heute erhalten.

## Geschichte
Während mehrerer Bombenangriffe im Zweiten Weltkrieg wurden zahlreiche Straßenbahnfahrzeuge beschädigt oder zerstört. Da es ab 1943 an funktionsfähigen Fahrzeuge mangelte, beschloss die Städtische Straßenbahn München den Wiederaufbau von mehreren zerstörten oder stark beschädigten E-Wagen. Der Umbau erfolgte im Ausbesserungswerk München-Neuaubing der Deutschen Reichsbahn von 1943 bis 1945. Insgesamt baute die Deutsche Reichsbahn aus Teilen von Fahrgestellen, Motoren und Rahmen von ehemaligen E-Wagen 19 neue Fahrzeuge auf. Die umgebauten Wagen wurden als Baureihe G 1.8 eingeordnet. Sie hatten dieselbe Länge wie die ehemaligen E-Wagen von 10.600 Millimeter. Von außen war das bis zum Wagenende durchgezogene Laternendach der einzige Unterschied. Die Triebwagen wurden im Gegensatz zu ihren Vorgängern nicht weiß-blau lackiert, sondern erhielten einen Anstrich in Tarnfarben. Da Glas am Ende des Krieges nur schwer zu beschaffen war, waren die Fenster nur teilweise verglast. Die meisten Fenster wurden mit Sperrholz verdeckt, in das Sehschlitze eingeritzt wurden. Nach dem Krieg konnten die Sperrholzplatten durch Glasfenster ersetzt werden. Die Städtische Straßenbahn München gab den Fahrzeugen in der Nachkriegszeit eine weiß-blaue-Lackierung. Während des Krieges wurden noch zwei G-Wagen bei Bombenangriffen zerstört, die übrigen Fahrzeuge blieben weiterhin im Linieneinsatz. Im Jahr 1952 wurde sogar noch eine neue Fahrtechnik eingebaut, mit der eine höhere Fahrgeschwindigkeit möglich wurde. Im Jahr 1964 endete der Linieneinsatz der G-Wagen. Danach nutzte die Städtische Straßenbahn die Fahrzeuge noch als Bau- und Arbeitstriebwagen. Deshalb wurden die meisten Fahrzeuge erst 1978 ausgemustert und verschrottet. Wagen 670 ist heute als Museumstriebwagen erhalten geblieben. Die nach Ausmusterung zunächst noch vorhandenen Museumsfahrzeuge 674 (Bavaria Filmstudios), 676 (Graz), 677 (Hannover) und 685 (Schönberger Strand) existieren nicht mehr.
Die Beiwagen der Baureihe g entstanden ebenfalls aus stark beschädigten Fahrzeuge der ehemaligen Baureihe e. Die Fahrzeuge wurden im Gegensatz zu den Triebwagen bei Rathgeber gefertigt. Die Rahmen und Drehgestelle der ehemaligen Fahrzeuge blieben meist erhalten. Im Jahr 1944 ließ die Städtische Straßenbahn München insgesamt 38 Fahrzeuge neu umbauen. 29 der 38 Fahrzeuge ordnete sie in die Unterbaureihe g 1.48 ein. Die g-Wagen dieser Bauart entstanden aus ehemaligen e-Beiwagen der Unterbaureihen e 1.48, e 2.48 und e 3.48. Die restlichen neun g-Wagen wurden aus den e-Beiwagen des Typs e 4.49 und e 5.49 gebaut. Die Trieb- und die Beiwagen waren über eine Plattform und Schiebetüren miteinander verbunden, diese ließ die Städtische Straßenbahn München jedoch schon in den 1950er Jahren wieder ausbauen. Die Beiwagen der Unterbaureihe g 1.49 wurden 1969 komplett ausgemustert. Im selben Jahr musterte die Straßenbahn München auch schon die ersten Fahrzeuge der Unterbaureihe g 1.48 aus. Die letzten Fahrzeuge der Unterbaureihe g 1.48 waren bis 1972 im Dienst. Ein g-Beiwagen der Unterbaureihe g 1.48 und ein Wagen der Unterbaureihe e 1.49 sind bis heute erhalten geblieben und werden im MVG-Museum ausgestellt.

## Technik
Die Triebwagen der Baureihe G waren 10.600 Millimeter lang. Sie verfügten wie die ehemaligen Fahrzeuge der Baureihe E über zwei Fahrmotoren mit 44 Kilowatt Leistung. Im Jahr 1952 konnte die Höchstgeschwindigkeit durch den Einbau einer neuen Fahrtechnik erhöht werden. Durch parallel geschaltete Widerstände konnte die Feldentwicklung im Fahrmotor gesteigert werden. Des Weiteren erhielten die Fahrzeuge in den 1950er Jahren stärkere elektronische Heizungen. 1956 wurde der Führerstand zur einfacheren Bedienung dem Führerstand der neuen Fahrzeuggeneration der Baureihe M angepasst. Im Innenraum der Triebwagen waren 28 Sitzplätze und 49 Stehplätze vorhanden. Dabei wurden die Sitzplätze möglichst platzsparend angeordnet, um die Anzahl der Stehplätze zu erhöhen.
Die 1944 gebauten Beiwagen der Baureihe g waren 8200 Millimeter lang. Im Innenraum waren 18 Sitz- und 52 Stehplätze vorhanden. Anfangs waren vier kleinere Sitzbänke seitlich in Richtung Fahrtrichtung angebracht. Später in den 1950er Jahren wurden die Sitzbänke verlängert, indem jeweils zwei Bänke miteinander verbunden wurden. Durch die zuerst eingebauten, kurzen Sitzbänke sollte die Kapazität im Fahrzeug möglichst groß sein. Im Jahr 1951 baute die Städtische Straßenbahn München auch in die Beiwagen bessere elektrische Heizungen ein.